# Li Yundi
Li Yundi, na Zachodzie często pisany jako Yundi Li (ur. 7 października 1982 w Chongqingu) – chiński pianista, laureat I nagrody na XIV Międzynarodowym Konkursie Pianistycznym im. Fryderyka Chopina w Warszawie (2000).

## Życiorys
W wieku czterech lat zaczął grać na akordeonie, a na fortepianie – od 7. roku życia. Przez wiele lat kształcił się pod kierunkiem Dan Zhaoyi, m.in. w Syczuańskim Instytucie Muzycznym (四川音乐学院) w Chongqingu (od 1994), a następnie w Szkole Artystycznej w Shenzhenie (do 2000). Później studiował w Wyższej Szkole Muzyki, Teatru i Mediów w Hanowerze.
Jest laureatem szeregu konkursów pianistycznych, m.in. Konkursu im. Liszta w Utrechcie (III nagroda, 1999), Konkursu im. Giny Bachauer w Salt Lake City (I nagroda, 1999), II Konkursu Chińskiego w Pekinie (III nagroda, 1999). W październiku 2000 zdobył I nagrodę w Konkursie Chopinowskim w Warszawie, otrzymał również nagrodę specjalną Towarzystwa im. Fryderyka Chopina za najlepsze wykonanie poloneza. Był pierwszym pianistą od piętnastu lat, który uzyskał pierwszą nagrodę – w poprzednich dwóch edycjach jury przyznawało jako najwyższe drugie nagrody.
Po sukcesie z 2000 rozwinął aktywność koncertową, nagrał także płytę z nagraniami muzyki Chopina (2002) oraz Liszta (2003); jest związany z wytwórnią fonograficzną Deutsche Grammophon.
W maju 2010 otrzymał Srebrny Medal „Zasłużony Kulturze Gloria Artis”. W 2015 został jurorem XVII Międzynarodowego Konkursu Pianistycznego im. Fryderyka Chopina.
Li Yundi to pseudonim artystyczny pianisty. Jego pierwotne nazwisko brzmi Li Xixi (李希熙).